# Peter Libasci
Peter Anthony Libasci (ur. 9 listopada 1951 w Nowym Jorku) – amerykański duchowny katolicki, biskup diecezji Manchester w New Hampshire od 2011.
Urodził się w Jackson Heights w dzielnicy Queens w Nowym Jorku. Ukończył St. John's University w Jamaica, Nowy Jork i St. Meinrad Seminary w Indiana. 1 kwietnia 1978 roku otrzymał święcenia kapłańskie z rąk ówczesnego biskupa rodzinnej diecezji Rockville Centre Johna R. McGanna. Przez kolejne lata pracował duszpastersko w wielu parafiach diecezji. W roku 2004 otrzymał tytuł honorowego prałata Jego Świątobliwości. 
3 kwietnia 2007 otrzymał nominację na biskupa pomocniczego Rockville Centre ze stolicą tytularną Satafis. Sakry udzielił mu w miejscowej katedrze bp William Francis Murphy. Był odpowiedzialny jako wikariusz biskupi za wikariat wschodni diecezji. 19 września 2011 roku mianowany ordynariuszem Manchester. Ingres odbył się 8 grudnia 2011 roku.